# Cryptocentroides insignis
Cryptocentroides insignis é uma espécie de peixe da família Gobiidae e da ordem Perciformes.

## Morfologia
- Os machos podem atingir 8,6 cm de comprimento total.
- As fêmeas possuem numerosas manchas de cor vermelha e os machos de cor azul.[5][6]

## Habitat
É um peixe de clima tropical e associado aos recifes de coral.

## Distribuição geográfica
É encontrado no Oceano Pacífico ocidental: desde Ilha de Java até às Ilhas Salomão, nas Ilhas Yaeyama e Pohnpei (Micronésia).

## Observações
É inofensivo para os humanos.